# グーフィーの闘牛士
『グーフィーの闘牛士』（グーフィーのとうぎゅうし、原題：For Whom the Bulls Toil）は、ウォルト・ディズニー・プロダクション（現：ウォルト・ディズニー・カンパニー）が製作した1953年5月9日公開のアニメーション短編映画作品。グーフィーの短編映画シリーズの第44作目である。

## あらすじ
ショートはメキシコの闘牛で始まり、群衆はすでに喜んで歓声を上げています. その間、グーフィーはジャロピーでメキシコを旅していると、道路の真ん中に雄牛が座っているために停止しなければなりません。 グーフィーは、メキシコの村人たちを大いに楽しませるために、雄牛を道路から追い出そうとします。 グーフィーが額を拭こうと赤いハンカチを引っ張り出すと、雄牛は突進し始めますが、グーフィーは気づかずに雄牛を避けることができます. 雄牛は突進を続けますが、グーフィーはニアミスに遭遇しても気にしません。 群衆は彼の闘牛士のような腕前でグーフィーを応援しますが、グーフィーは再び状況を認めずに走り去ります。 グーフィーの勝利のニュースは全国に送られ、グーフィーは歓声を上げる群衆に遭遇し、彼らはすぐに彼をつかみ、マタドールのようにドレスアップします. グーフィーはアリーナに連れて行かれ、群衆は大きな興奮で待っています. 新聞がグーフィーの顔の前に落ち、グーフィーはついに自分がハロウィーンの衣装を着ているのではなく、実際に雄牛と戦わなければならないことに気づきました。 彼はパニックになり、逃げようとすると、雄牛のペンに行き着きます。 彼は雄牛に追われて走り出し、木の板の後ろに隠れます。 彼は、雄牛がアリーナの周りを駆け回るにつれて、角が引っかかったため、現在は雄牛の頭に貼り付けられているボードに親愛なる人生を抱きしめています。 雄牛はグーフィーのサスペンダーに引っ掛かり、グーフィーをアリーナの周りに飛ばします。 グーフィーは車に乗り込んで車を走らせようとしますが、引っかかったサスペンダーが彼を引き戻し、物理的に動かすほどの力で彼をアリーナに飛ばします. ほこりが落ち着くと、雄牛はノックアウトされ、グーフィーは英雄的な闘牛士であると宣言されます. グーフィーが家に帰ると、彼は道路上の雄牛だと思うものをこっそり通り過ぎようとします。

## スタッフ
- 製作：ウォルト・ディズニー、ロイ・O・ディズニー
- 監督：ジャック・キニー
- 作画：ジョン・シブレー、エド・アーダル、ジョージ・ニコラス、ダン・マクマナス
- 効果：ブレイン・ギブソン
- 脚本：ブライス・マック、ディック・キニー
- 美術：ブルース・ブッシュマン
- 背景：アイベン・アール
- 音楽：ジョセフ・S・デュビン

## 日本での公開

### 収録
- 『夢と魔法の宝石箱 とびだせグーフィー』（VHS、バンダイ・ホームビデオ、旧吹き替え版）